# Viking Björk
Viking Olov Björk (3 de dezembro de 1918 - 18 de fevereiro de 2009) foi um cirurgião cardíaco sueco.